# Мильчаков, Александр Александрович
Александр Александрович Мильчаков (16 марта 1931, Москва — 29 января 2004, Москва) — советский журналист. Занимался поиском мест захоронений жертв политических репрессий в СССР в Москве и Московской области.

## Биография
Родился 16 марта 1931 года в Москве в семье комсомольского и партийного деятеля Александра Ивановича Мильчакова (1903—1973) и преподавательницы Московского текстильного института Марии Ильиничны (урождённой Гимпельсон, в первом браке Лившиц; 1899—1984). Младшая сестра — Галина (в замужестве Чаплина; 1928—2008).
Семья жила в Доме на набережной.
В 1938 году его отец был арестован, провёл в Норильском и Магаданском лагерях и ссылке 16 лет, перенёс в это время два инфаркта. В 1948 году в Москве ему дали первое свидание с семьёй. После смерти Сталина, в 1954 году Александр Мильчаков-старший был полностью реабилитирован при содействии Анастаса Микояна.
Александру было семь на момент ареста отца. Его мать также была арестована. После ареста попала на год в туберкулёзную больницу и дети остались на попечении няни.
В 1949 году окончил общеобразовательную школу № 12 в Старомонетном переулке (ныне теоретический корпус Российского университета медицины) с серебряной медалью.
Поступал на факультет журналистики МГУ, но не принят как член семьи «врага народа».
В 1953 году окончил Московский химико-технологический институт (МХТИ).
Работал инженером.
В 1959 году окончил Литературный институт имени А. М. Горького.
Автор ряда книг. Опубликовал сборник очерков «Тайна семи настилов» (1960) и сборник повестей «Город в профиль» (1963). О вспышке оспы в Москве (1959—1960) опубликовал очерк «По следам „Вариола Вэра“» в журнале «Смена» в 1960 году и повесть «В город пришла беда» в журнале «Москва» в конце 1961 и начале 1962 года. На публикацию повести отреагировал адвокат Аркадий Ваксберг статьёй «Человек и его репутация» в «Литературной газете», в которой он защищает репутацию жены художника Алексея Кокорекина. В 1966 году по Центральному телевидению СССР показан двухсерийный телефильм «В город пришла беда» по повести Мильчакова, поставленный Марком Орловым на киностудии имени А. Довженко.
С 1964 по 1971 год работал специальным корреспондентом газеты «Труд».
С 1974 по 1990 год — старший редактор и обозреватель Главной редакции передач для Москвы и Московской области Государственного комитета СССР по телевидению и радиовещанию (Гостелерадио СССР).
После начала Перестройки занялся поиском мест захоронений жертв политических репрессий в СССР в Московской области. Нашёл 11 мест массового захоронения. В 1988—1989 годах опубликовал серию очерков в еженедельнике Советского детского фонда имени В. И. Ленина «Семья»: «Пепел казнённых стучит в наши сердца!» (1988) о захоронениях на Новом Донском кладбище, «Овраг на Калитниковском» (1988) о захоронениях на дне оврага Калитниковского кладбища, «Ещё живы свидетели» (1989, № 5), «Тайны Смерть-канала» (1990, № 13).
С 1990 года публиковался в газете «Вечерняя Москва». 6 декабря в газете опубликованы «Расстрельные списки», захороненных на Ваганьковском кладбище, подготовленные к публикации Мильчаковым и Валентином Александровичем Гординым (1934—2016). Списки печатались регулярно. В 2007 году, уже после смерти Мильчакова вышло третье издание электронного альбома «Жертвы политического террора в СССР», составленное центром «Мемориал». На двух компакт-дисках содержатся имена 1 345 796 репрессированных.
Был представителем общественности в Межведомственной депутатской комиссии по установлению мест захоронения жертв незаконных репрессий. На средства, собранные Мильчаковым, установлен памятник жертвам политических репрессий 1927—1937 гг. на Ваганьковском кладбище. Закладной камень памятника установлен 30 октября 1992 года, памятник открыт 3 июня 1994 года. Автором памятника выступила Ольга Степаненко, победительница конкурса на лучший проект памятника среди студентов Московского архитектурного института.
Умер 29 января 2004 года.

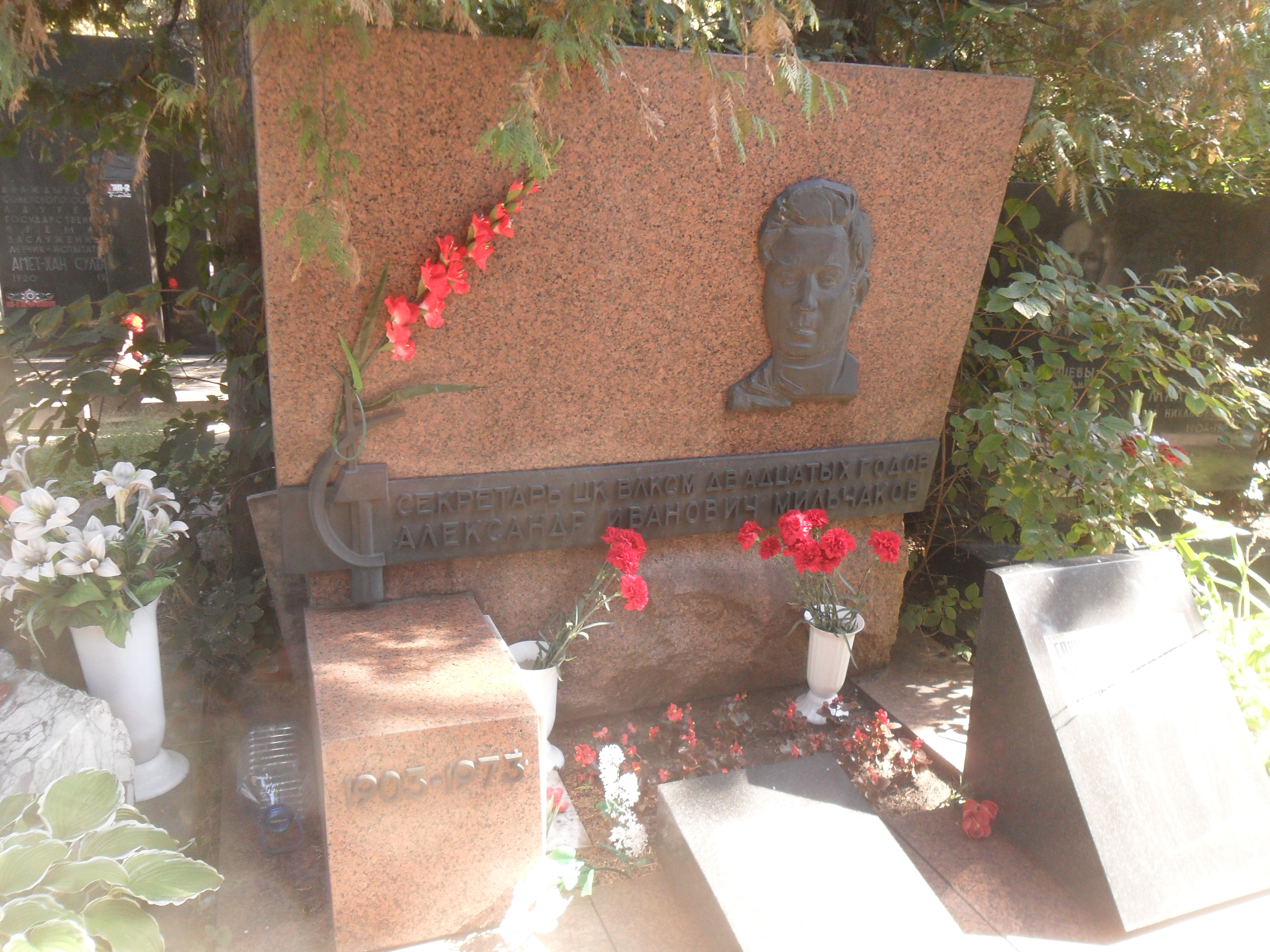
Могила семьи Мильчаковых на Новодевичьем кладбище

Похоронен на Новодевичьем кладбище в Москве, вместе с родителями и сестрой.

## Личная жизнь
Жена — Нина Денисовна Зверева, кандидат исторических наук, доцент, соавтор (вместе с В. И. Носачом) книг «Расстрельные 30-е годы и профсоюзы» (2007) и «Сталинизм и разгром авангарда профсоюзов» (2009). У пары дочь Наталья.